# Paulo Ramos
Paulo Ramos, właśc. José França de Paula Ramos (ur. 4 czerwca 1895 w Rio de Janeiro) – brazylijski piłkarz grający na pozycji defensywnego pomocnika.
Paulo Ramos rozpoczął karierę piłkarską w klubie Americano FC, w którym grał w latach 1913–1914. W 1915 przeszedł do Ameriki Rio de Janeiro, gdzie grał do końca kariery, którą zakończył w 1919 roku. Największymi sukcesem w karierze klubowej Paulo Ramosa było zdobycie mistrzostwa Stanu Rio de Janeiro – Campeonato Carioca w 1916.
Paulo Ramos wziął udział w turnieju Copa América 1917, czyli drugich w dziejach oficjalnych mistrzostwach kontynentalnych. Brazylia zajęła trzecie miejsce, a Paulo Ramos zagrał w meczu z reprezentacją Urugwaju rozegranym 7 października 1917 w Montevideo. Był to jego jedyny występ w reprezentacji Brazylii.